# Отдельный Кавказский корпус

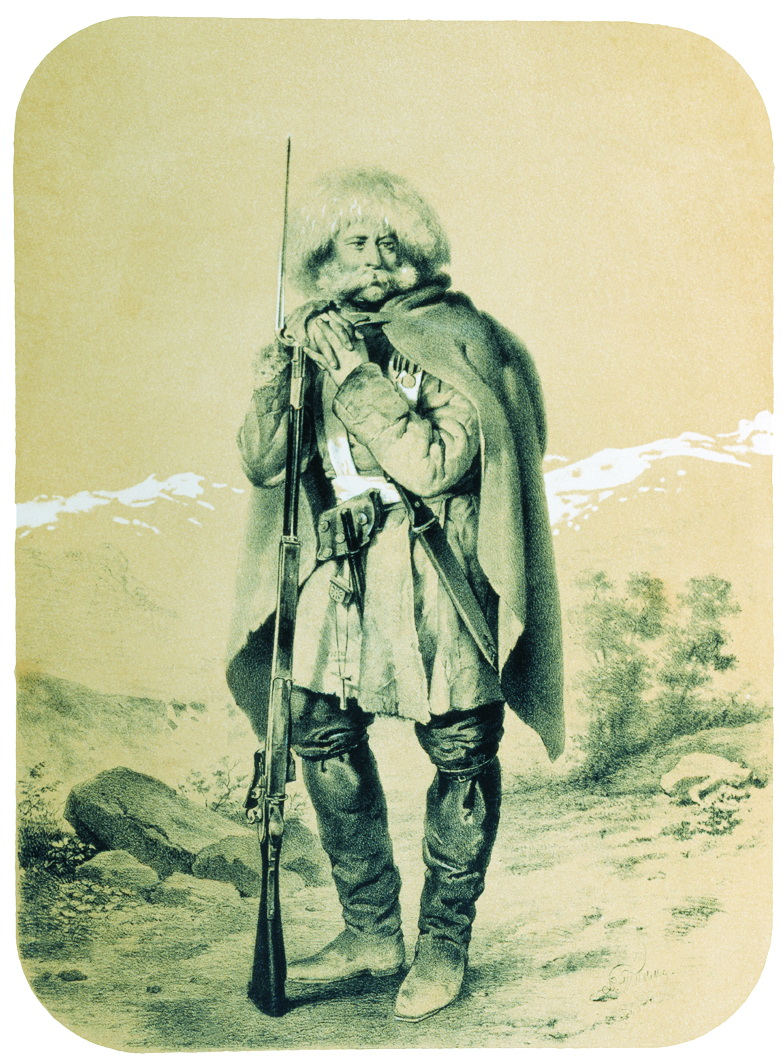
Солдат Отдельного кавказского корпуса, рисунок В. Ф. Тимма, периода 1851—1862 годов.

Отдельный Кавказский корпус — общевойсковое объединение (отдельный корпус) Русской императорской армии, предназначенное для выполнения задач на самостоятельном операционном направлении.

## История

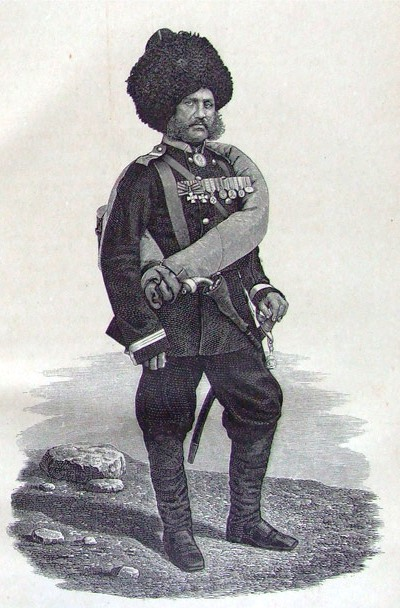
Фельдфебель Василий Иванов. Кабардинский 80-й пехотный полк

В 1777 году из войск, расквартированных в Кизлярском крае и в целом по пограничной линии по реке Терек, был образован Астраханский корпус, с подчинением астраханскому губернатору. В состав корпуса вошли Кабардинский и Горский егерский батальоны, Моздокский и Свияжский полевые батальоны, два гарнизонных батальона в городе Кизляр и один гарнизонный батальон в городе Моздок.
В 1779 году на усиление Астраханского корпуса прибыли Селенгинский, Томский и Ладожский пехотные полки. Осенью 1782 года корпус был вновь усилен прибывшими частями и был переименован вначале в Новолинейный, а затем в Кавказский корпус. Корпус состоял из 22-х батальонов пехоты, 20-ти эскадронов драгун и 4-х рот артиллерии (30 орудий).
В начале 1796 года императрица Екатерина II, решив объявить войну Персии, повелела усилить Кавказский корпус четырьмя пехотными, тремя легкоконными, и одним казачьим полками.
Из числа этих войск для участия в персидском походе графа Зубова был составлен Каспийский корпус. В состав корпуса вошли 6 батальонов гренадер, 12 мушкетёрских, 7 егерских батальонов и 45 эскадронов кавалерии. После смерти Екатерины II император Павел I остановил военные действия с Персией и повелел вывести все войска, находившиеся в составе Каспийского корпуса и в Грузии в пределы России.
29 ноября 1796 года высочайшим приказом были утверждены новые штаты полков, одновременно все войска были распределены на 12 дивизий, которые составили дивизионное военное управление, в смысле современных военных округов. Войска, находившиеся на Кавказе вошли в состав 10-й Кавказской дивизии. Каспийский корпус был расформирован, а входившие в его состав войска были выведены во внутренние губернии России.
Вскоре Всероссийский император Павел I переименовал дивизии в Инспекции (Военные инспекции), и вся Россия в отношении военного управления была разделена на 12 инспекций, так появилась и Кавказская инспекция, которая была в 1807 году уничтожена.
В 1801 году, при вступлении на престол императора Александра I, в Кавказской инспекции находилось 25 батальонов пехоты, 20 эскадронов драгун и 5 батарейных рот артиллерии.
19 марта 1803 года (опубликовано 16 мая) приказано из эскадронов, выделенных по одному от драгунских полков: Владимирского, Таганрогского и Нижегородского, дополненных рекрутами, сформировать 5-эскадронный Борисоглебский драгунский полк, который был включён в состав Кавказской инспекции.
12 марта 1811 года образован Грузинский корпус из 19-й и 20-й пехотных дивизий с их артиллерией.
21 декабря 1815 года высочайшим приказом из войск 19-й и 20-й дивизий, расположенных на Кавказской линии, в Грузии и вообще в Закавказском крае, образован Отдельный Грузинский корпус. Главнокомандующий в Грузии, носивший звание Главного начальника 19-й и 20-й пехотных дивизий, назван командиром Отдельного Грузинского корпуса.
7 февраля 1816 года высочайше утверждено расписание войск Отдельного Грузинского корпуса. Корпус был составлен из 19-й, 20-й пехотных дивизий и Резервной гренадерской бригады (впоследствии наименования этих соединений неоднократно изменялись), в состав которых вошли все войска, расположенные в пределах тогдашнего Кавказского края.
В 1818 году последовало новое распределение дивизий по корпусам и армиям Русской армии, Отдельный Грузинский корпус сохранили в прежнем составе.
В начале 1819 года, вследствие представлений командира Отдельного Грузинского корпуса генерала от инфантерии А. П. Ермолова о необходимости усиления корпуса, император Александр I в именном указе от 19 апреля 1819 года, не найдя возможным усилить корпус новыми полками, признал возможным временно выслать под начальство Ермолова десять полков пехоты.
В 1820 году Отдельный Грузинский корпус был переименован в Отдельный Кавказский корпус.
В 1833 году Астраханское казачье войско выделено из состава Кавказского корпуса и подчинено Астраханскому военному губернатору.
В 1839 — 1840 годах в состав отдельного корпуса вошли пароходы  «Могучий», «Боец» и «Молодец». Принимали участие в создании Кавказской укрепленной береговой линии. С 7 по 10 октября 1841 года в составе отряда контр-адмирала М. Н. Станюковича принимали участие в поддержке огнём продвижения войск генерала И. Р. Анрепа от Адлера до Навагинского укрепления. Совместно пароходы «Молодец» «Могучий» и «Боец» вёли на буксирах линейный корабль «Трёх Иерархов» и фрегат «Агатополь». Суда двигались впереди сухопутных войск на расстоянии около километра от них. Когда на берегу показывался крупный завал, пароходы подводили близко к берегу корабль и фрегат, которые артиллерийским огнём разрушали завалы и выбивали оттуда противника. Затем корабли продолжали движение вперед.
Кроме того, в разное время Кавказскому корпусу дополнительно придавались временно одна или несколько пехотных дивизий: 13-я (1844-1845, 1853-1859 гг.), 14-я (1827-1832, 1841-1846 гг.), 15-я (1844-1845 гг.) и 18-я (1853-1859 гг.).
20 февраля 1845 года на Кавказе была сформирована 21-я пехотная дивизия, ставшая третьей дивизией в составе корпуса.
17 апреля 1854 года Кавказская резервная гренадерская бригада была переформирована в Кавказскую гренадерскую дивизию, ставшую четвертой дивизией в составе корпуса.
6 декабря 1857 года Отдельный Кавказский корпус был переформирован в Кавказскую армию. При главнокомандующем этой армией создан Главный штаб.
В соответствии с положением об управлении Кавказской армией, принятым 1 апреля 1858 года на срок в три года, должности начальников всех четырех ее дивизий и их штабы были упразднены. Начальник 19-й пехотной дивизии был назначен командующим войсками правого крыла Кавказской линии, 20-й пехотной дивизии — левого крыла Кавказской линии, 21-й пехотной дивизии — командующим войсками в Прикаспийском крае, Кавказской гренадерской дивизии — командующим войсками Лезгинской кордонной линии.
В августе 1865 года, в связи с образованием Кавказского военного округа, Главный штаб Кавказской армии был упразднён. Войска, расположенные на Кавказе, сохраняли наименование армии до 1881 года. К 1879 году войска России, расположенные в Европейской России и на Кавказе, были сведены в корпуса.

## Состав на

### Октябрь 1816
- 19-я и 20-я пехотные дивизии: 30336 нижних чинов;
- гренадерская бригада: 7024 нижних чина;
- в гарнизонных полках и батальонах: 5920 нижних чинов;
- в Нижегородском драгунском полку: 711 нижних чинов;
- артиллерии: 108 орудий[7].

### 1853 год
117 батальонов и 1 сотня пехоты, 11 эскадронов, 16 батарей (192 орудия) и два саперных батальона.

### 1856 год
- Кавказская гренадерская бригада, 8 батальонов;
- 19-я пехотная дивизия, 20 батальонов;
- 20-я пехотная дивизия, 20 батальонов;
- 21-я пехотная дивизия, 20 батальонов;
- 13-я пехотная дивизия, 16 батальонов;
- 18-я пехотная дивизия, 16 батальонов;
- Кавказский стрелковый, Кавказский и 3-й резервный саперные батальоны;
- 18 грузинских линейных батальонов;
- 13 кавказских линейных батальонов;
- 16 черноморских линейных батальонов;
- Три драгунские и 45 казачьих полков (из числа которых 30 донских);
- 9 батарейных, 13 легких, 4 горных и 11 конных батарей[11]

## Командующие
|  | Ртищев, Николай Фёдорович             | Генерал от инфантерии                             | 1815—1816 |
|  | Ермолов, Алексей Петрович             | Генерал от инфантерии                             | 1816—1827 |
|  | Паскевич, Иван Фёдорович              | Генерал-фельдмаршал                               | 1827—1831 |
|  | Розен, Григорий Владимирович          | Генерал от инфантерии                             | 1831—1838 |
|  | Головин, Евгений Александрович        | Генерал-лейтенант, генерал от инфантерии (с 1839) | 1838—1842 |
|  | Нейдгардт, Александр Иванович         | Генерал от инфантерии                             | 1842—1844 |
|  | Воронцов, Михаил Семёнович            | Генерал от инфантерии                             | 1844—1855 |
|  | Муравьёв-Карсский, Николай Николаевич | Генерал от инфантерии                             | 1855—1856 |
|  | Барятинский, Александр Иванович       | Генерал от инфантерии                             | 1856—1862 |